# Ind filozófia
Az ind filozófia az indiai szubkontinens ősi vallásfilozófiai hagyományai. A fő iskoláit, aszerint hogy elfogadják a Védák érvényességét vagy nem, ortodoxnak (ásztika) vagy heterodoxnak (násztika) nevezik.
A hat fő ortodox hindu iskola (amelyek elfogadják a Védákat): szánkhja, jóga, mímánsza, védánta, vaisésika és njája. A fő heterodox rendszerek a dzsainizmus, buddhizmus, csárváka (lókájata) és ádzsívika. 
Az ind filozófia fő iskolái kb. Kr. e. 1000-től a Kr. u. első századokig alakultak ki. 

Hindu szimbólum

## Fő témák
Az ind filozófiai iskolák többek közt a következő alapvető kérdésekre próbálnak választ keresni:
- Ki vagyok én? Honnan jöttem és miért jöttem? Milyen kapcsolat fűz a sokrétű világegyetemhez és más emberi lényekhez?
- Mi a lényünk alapvető természete, mi a manifesztálódott világ alapvető természete és oka?
- Milyen kapcsolatban állnak a központi tudatosság és a világ tárgyai?
- Milyen a világ tárgyaihoz fűződő formák és nevek természete, és miként szolgálják az ember alapvető természetét vagy az egyetemes tudatot?
- Mi vezérelje tetteinket, míg földi testünkben élünk? Tovább élünk-e a halál után?
- Mi az igazság, és hogyan juthatunk észszerű következtetésekre az igazság kérdésében?

## Védikus irodalom
A Védák a hinduizmus szentírásait tartalmazzák, nyelvük a szanszkrit. A Véda szó azt jelenti, hogy "tudás". Keletkezési időpontjuk bizonytalan, valószínűleg Krisztus előtt kb. 1500-ra nyúlik vissza. Ezeknek az írásoknak tartalma vallásos jellegű, amelyeknek az volt a céljuk, hogy a papok kultikus célokra használják. A védikus irodalom magába foglalja az eredeti négy Védát – Rigvéda (dicsőítő himnuszok), Atharvavéda (varázsénekek), Jadzsurvéda (áldozati formulák) és Számavéda (énekek) – az Upanisadokat, a Mahábháratát (amelynek a Bhagavad-gíta az egyik fejezete), a Pancsarátrát, a Rámájanát és a Puránákat.
A hagyomány szerint bármely mű, amely a Védák végkövetkeztetéseit tárgyalja azok jelentésének megváltoztatása nélkül, védikus írásnak fogadható el, még akkor is, ha a Védákkal nem egy időpontban keletkezett. A védikus szentírások hatalmas terjedelműek.
- Jadzsurvéda néhány vallásos szertartás szabályait magyarázza el, s leírja a védikus áldozatok végzésének, valamint az áldozati helyek és az oltárok készítésének módját.
- Számavéda főleg a zene és az éneklés tudományával foglalkozik (száma = dallam), s olyan istenségekhez intéz imákat, mint Indra, Agni és Szóma, a hold félistene.
- Rigvéda Indrát (a Mennyek Királyát), Szúrját (a Napistent) és Agnit (a tűz félistenét) dicsőítő himnuszokat találhatunk benne.
- Atharvavéda 6 000 versből áll, leginkább az áldozatok során használatos mantrákat tartalmazza, s ezenkívül az orvostudományról, bizonyos varázslatokról és a felszabadulásról is ír.

## Upanisadok
Az Upanisadok (szanszkritül: उपनिषद्), i. e. 800-500 körül keletkeztek Az „upanisád” szó jelentése: valaki mellé ülni, „mellé-leülés”. Ez onnan ered, hogy eredetileg a tanítványok a mester köré ültek és így hallgatták őt. Ezek a tanítások titkosak voltak, azaz a köznép számára nem volt elérhető, csak a beavatottak ismerhették.
Fontosabb Upanisadok: Brihadáranyaka-upanisad, Cshándógja-upanisad,
Aitaréja-upanisad, Taittiríja-upanisad, Kausítaki-upanisad, Prasna-upanisad, Ísa-upanisad, Svétásvatara-upanisad.
A régi Upanisadok közel száz filozófust említenek, közülük kiemelkedő személyek: Uddalaka és Yadnavalkya . Uddalaka természetfilozófus, gondolatmenete sok hasonlóságot mutat a preszókratikus görög gondolkodókkal időben azonban jóval megelőzi őket, Yadnavalkya misztikus volt.
Az Upanisadok legismertebb tanításai egyike az átman és a brahman egységéről szóló tanítás. A brahman a régi papi filozófia fogalma, amely fejlődése utolsó stádiumában mint személytelen istenség s mint a teremtés princípiuma jelentkezett. Az ember végső célja, hogy felismerje az átman és a brahman egy. A brahman a világ ős oka, átman pedig a lélek.
A másik ismert tanítás a karmáról és az újjászületésről szóló tanítás. A lélekvándorlás tana, bár a régibb védikus periódusban is felmerül, részletesen csak az upanisadokban van kialakítva.
Természetfilozófiai tanítás szerint, a világ atomokból épül fel (Vajsésika). A világok folyton keletkeznek és elmúlnak (ugyanazon) atomok egyesülése és szétválása során.

## Poszt-védikus filozófia

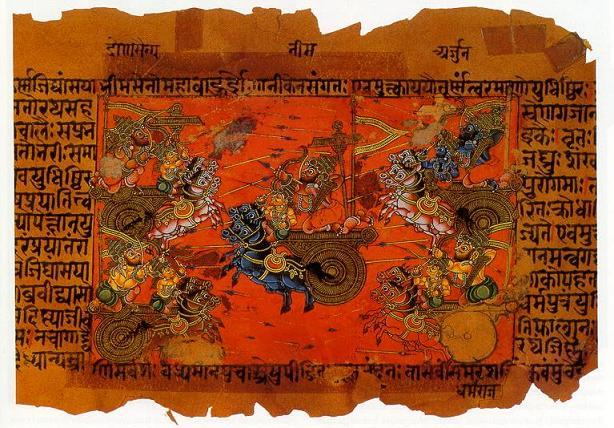
Mahabharáta részlet

A poszt-védikus filozófia forrásai túlnyomóan szútrák, "vezérfonalak", egészen rövid, gyakran csak két-három szavas aforizmából álló rendszeres tankönyvek, s a hasonló jellegű metrikus kompendiumok (káriká) és a megértésükhöz nélkülözhetetlen kommentárok és szuperkommentárok. Mindezen források csaknem mind jóformán egy évezreddel későbbi keletűek az upanisadoknál, úgyhogy a különböző rendszerek kialakulása ez idő szerint meglehetősen homályos.

## Ortodox rendszerek

### Szánkhja
A Szánkhja-rendszer a legrégibb igazi bölcseleti rendszer. Óriási befolyással volt az ó- és kora középkori India bölcseleti és vallási életére, sőt India határain túlhatolva a nyugati gnoszticizmusra és a neoplatonizmusra is.
A rendszer alapítója a hagyomány szerint Kapila (Kr. e. 6. sz.). Forrása elsősorban a 72 strófás Szánkhja-káriká, Isvara-Krisna műve (Kr. u. 5. sz.), és a jóval későbbi, azonos tartalmú, de eltérő szellemű (Védánta-szinezetű) Szánkhja-szútrák (526 szútra az 1400 körüli időből).
A Szánkhja-rendszer adott okot a legtöbb félreértésre nyugaton. Ez onnan ered, hogy ebben a rendszerben nincs szó Istenről.  Tény az, hogy a Szánkhja nem vonja bölcseleti vizsgálódásába az isten-fogalmat, de egyetlen szóval sem állítja, hogy nincs Isten. Hangsúlyozza, hogy Istent csak a tudatfeletti szemlélet foghatja fel, de a Szánkhja-rendszer az észszerű tudat megismerési módjaival igyekszik rávezetni az embert arra, hogy elérje a felszabadulást.
Másik alaptana, amely az upanisadok és a Védánta idealisztikus monizmusával diametrális ellentétben van, a dualizmus (dvaita-váda), az anyag és szellem kettőssége. E szerint két rendbeli örökkévaló, lényegileg teljesen különböző, magasabb egységes elvből levezethetetlen szubsztancia van: az érzékfeletti ősanyag (prakrti), és a szanszárában bolyongó egyéni lelkek (átman, purusa) végtelen sokasága.
Az elnevezés a 'szánkhja', a 'szám' szó származéka, arra úttal: a rendszer szívesen alkalmaz felsorolásokat. De lehet szam + hja ige ami végigmond, teljesen kifejt. Így fordítható: számba veszi a tapasztalati és a tapasztalaton túli világ összetevőit, számot vet az ember sorsával "e világon" mint a transzcendenciába vezető úton. A szánkhja, mint minden indiai filozófia, kiinduló pontja az, hogy az élet szenvedés. A filozófia célja, hogy az élet szenvedéstelítettségéből kiutat mutasson. Nem beletörődés hanem metafizikai menekvés.
A "helyes tudás" vezet a szenvedések megszűnéséhez. Ez kétféleképp képzelhető el:
- A szenvedés teli világ a tudatlanság gyümölcse, illúzió.
- A világ és a szenvedés tény, a tévedés az, hogy magamra veszem. A tudatlanság abban áll, hogy azonosulok a testemmel, a rangommal stb.

A szánkhja felfogás szerint a világtól el kell vonulni, le kell mondani mindenről ami elválasztható tőlünk. Azonban ha lemondunk az anyagi dolgokról mégis megmarad a testünk ami szenvedést okozhat.. A megoldás az, hogy felfogjuk, hogy énünk nem azonos a testünkkel. A lélek különbözik mindentől ami anyagi, örök és elpusztíthatatlan.
A szánkhja filozófia dualista: az anyag (pakriti) és a lélek (purusa)egymástól teljesen elkülönül.
A lélek nagyon kis részét képviseli a tudatnak, ezért sok pszichikus funkciót az anyag egyes formái látnak el. Ez azért lehetséges mert a természet nem halott hanem elven. Az anyagi természet = tömeg + energia + információ. Ezekből fejlődik ki a tapasztalati világ 23 (tattva)összetevője. Ezek közül az értelem az a pszichikum anyagi részei. A világ holt részei: éter, föld, víz, tűz, levegő. Ezekről az öt érzékszerveink révén szerzünk tudomást. A változó anyagi dolgok egysége az örök ősanyag vagy a "gyökér természet", nem érzékelhető de kikövetkeztethető. E következtetés az ok-okozat szánkhja elmélete.
A 25-ik tattva a lélek (purusa). Kíváncsiságból kapaszkodik bele a világfolyamatba. A köré szerveződő pszichikummal és "finomtesttel" képezi a 'lingát'(jel). Halálunkkor csak a durva test pusztul el a finomtest újjászületik. Így a halál nem vet véget az anyagi létnek, sőt a szenvedésnek sem, a megoldás: el kell választani a purusát az anyagtól.
Amikor a lélek felismeri, hogy teljesen független a természettől, akkor szabad lesz. Azonban ez nem a boldogság elérése, hanem a szenvedés hiánya. Manapság a szánkhja önállóan már alig létezik, már csak a védákba átmentett elemei élnek tovább.

### Jóga
A Jóga-rendszer legrégibb tankönyve, a Patandzsali nevéhez fűződő 196 Jóga-szútra.
A jóga a klasszikus szánkhjával rokon álláspontra helyezkedő tan a gyakorlati meditációról, de a szánkhjától eltérően a jóga azt állítja, hogy létezik egy Isten (Ísvara). Isvara azonban a világot nem teremtette meg és még a történelembe sem avatkozik bele. Isvara egy öröktől fogva szabad, klésáktól nem érintett purusa (Lélek). Elsősorban a jógik istene, nekik siet a segítségükre, aki már a jógát választotta. Vjásza hozzáteszi, hogy a "megszabadult szellem" és Isvara közötti különbség: míg az előbbi hajdan kapcsolatban állt (bárha illuzórikusan) a pszichomentális tapasztalattal, addig Ísvara mindig is szabad volt.
Technikai értelemben az érzékeknek módszeres elfordítása a külvilágtól s befelé irányítása, a léleknek magába mélyedése, a gondolkozás koncentrációja – a rendszer szerint a leghatályosabb eszköz "a megkülönböztető megismerés" elérésére. A rendszer voltaképpen sajátos tartalma a koncentráció technikája, a jóga-praxis, amelyet a jógin gyakorol.
A módszeres jóga-gyakorlatnak nyolc "tagja" (anga) van. Az első kettő még nem része a koncentrációnak, hanem nélkülözhetetlen előfeltétele, a következő három "tag" a testi, az utolsó három a szellemi gyakorlatokat foglalja magában.
1. Az első „tag” a jama. A jama tartalma: erőszakmentesség, nem-ártás (ahimsza), igazmondás és igazságosság (szatja), a tulajdon tisztelete (asztéja), önmegtartóztatás, önfegyelmezés (brahmacsarja) és a birtoklásmentesség (csak a létfenntartáshoz szükséges dolgok megtartása – aparigraha).
2. A második tag a nijama. Az öt nijama: a (külső és belső) tisztaság (saucsa), a megelégedettség (szantósa), az önfegyelem (tapasz), öntanulmányozás és önnevelés a szent iratok tanulmányozása által (szvádhjája) és Isten iránti teljes odaadás (ísvara-pradhána). A jama és nijama elveinek betartása nélkül a jóga csupán csak tornagyakorlat.[5]
3. A harmadik tag az ülés (ászana), illetőleg a testtartás ülés közben
4. A negyedik tag a lélegzet szabályozása (pránájáma)
5. Az ötödik tag „az érzékszervek visszavonása” (pratjáhára)
6. A hatodik tag a „lekötés”, koncentráció (dháraná)
7. A hetedik tag az elmélkedés v. meditáció (dhjána)
8. A nyolcadik és utolsó fokozat az elmélyedés, abszorpció, koncentráció (szamádhi)

### Mímánsza
A Mímánszá „vizsgálat, kutatás, spekuláció” – amelynek tárgya a Véda. A helyes megismerés egyetlen eszköze a teremtetlen, örökkévaló hang (sabda). A Mímánszá vagy Púrva-mímánszá, „első vizsgálat”, vagy Karma-mímánszá, „a (rituális) cselekvények kutatása”, a brahmani rituáléra vonatkozó védikus szövegek helyes magyarázatának szabályait akarja nyújtani. A szertartások leírása ugyanis a védikus szövegekben nem teljes, nem részletes és nem világos.
A helyes megismerés egyetlen eszköze a teremtetlen, örökkévaló hang (sabda).

### Védánta
A Védánta-rendszer úgy viszonylik az Upanisadokhoz, mint a keresztény-dogmatika az új-szövetségi szentíráshoz. A Védánta mintegy 500 év óta az uralkodó s manapság az egyetlen igazán élő theozófiai rendszer Indiában. Sankara szempontjából nézve a rendszer monizmus a Szánkhja dualizmusának diametrális ellentéte.
E rendszer közvetlen forrása a Bádarájana neve alatt fönnmaradt 555 Védánta – vagy Brahma-Szútra (a Kr. utáni 200 és 450 közti időből) – a Védánta-rendszer katekizmusa, amely az upanisadok rendszertelen tartalmát zárt rendszerbe foglalja. Alapgondolata a brahman és az átman egysége, ezenkívül semmi nem létezik. Esztelen anyag, aminő a Szánkhja-beli prakrti, nincsen, a brahman a világ oka, de nem csupán úgy, mint a fazekas a fazék oka.

### Vaisésika és Njája
A Vaisésika és a vele igen szoros kapcsolatban álló Njája voltaképp nem theozófiai rendszerek. A Vaisésika-rendszer első nyomai Kr. után 100 körül jelentkeznek, de a rendszer tankönyve, a 370 Vaisésika-szútra, jóval későbbi időből való.
A Vaisésika-szútra tanítása szerint a lélek egy, végtelen, örök, anyagtalan szubsztancia, a lelki "minőségek" (tudás, gyönyör, fájdalom, vágy, ellenszenv és akarat) szubsztrátuma s ezekből van kikövetkeztetve.
A lélek két alakban létezik: az egyik Isten (Isvara), a mindenütt jelenvaló, mindentudó, örömtől és fájdalomtól, érdemtől és bűntől ment legfőbb lélek; a másik az egyéni lélek (mint ilyen végtelen számú), amely szintén mindenütt jelenvaló s a megismerés alanya, de nem mindentudó, mert a manaszhoz (elme) van kötve, amely az érzékszervek benyomásait hozzá juttatja s amely nélkül tehát megismerésre képtelen volna.

## A heterodox rendszerek

### Dzsain filozófia
A dzsainizmus mai formájában a Kr. e. 6. században keletkezett, Vardhamána Nájaputta (más néven Mahávíra ) révén. Sok tekintetben hasonló a buddhizmushoz.
A dzsainizmus alapgondolata: világot teremtő, fenntartó és kormányzó isten nincsen: a világ teremtetlen és örökkévaló s szellemi és anyagi elemeknek sokasága a dolgok princípiuma nem az anyagi atomok, hanem a lelkek. E szerint minden organizmus lelkes. A létezők kategóriákba sorolhatók: vannak dzsívák (élők) és adzsívák (élettelenek). Minden embernek, állatnak, rovarnak, növénynek, sőt még a földnek, a tűznek, a víznek és a levegőnek is élő lelket tulajdonítanak.
Abban különbözik a buddhizmustól, hogy szerinte az egyéni lelkek megmaradnak, testből testbe vándorolnak karmájuk szerint. Az újjászületés a karma oka, ezért a karmát meg kell semmisíteni. Ez az állapot a nirvána. A nirvána elérésének útja "a hármas kincs" (tríratna): a helyes hit, a helyes megismerés és a helyes életmód.
A dzsain filozófia tanítását az alantas emberi természet legyőzésére alapozza, amely elengedhetetlenül szükséges az igazság felismeréséhez. A dzsain kifejezés a dzsina szóból ered, amely győztest jelent. A dzsina szó pedig a dzsi (= legyőzni) gyökből származik, amely a szenvedélyek legyőzésére utal.

### Buddhista filozófia
A buddhizmus filozófia, vallás és tudomány. India északkeleti részében keletkezett. Dhamma (dharma), Buddha tana elsősorban a megváltás tana, amely bővelkedik filozófiai elemekben. Indiában, Buddhát, Visnu tíz fő inkarnációja egyikének tartják. Ezért őt nem csak a buddhisták, hanem sok hindu is tiszteli.
Buddha elutasította a védikus szentírások tanításait, filozófiája tagadja az örök lélek létezését, Isten létezésének kérdését pedig nem tekinti fontosnak megtárgyalni ("megválaszolatlan kérdések").
Buddha mikor megvilágosodott, átlátta az eddigi összes életét és rájött, hogy minden élet szenvedés. Ezért célja olyan módszer kidolgozása volt, ami elkerülhetővé teszi a szenvedést, "négy nemes igazságot" prédikált:
1. Az élet szenvedés, mert az anyagi világban semmi sem örökkévaló, minden ideiglenes.
2. Ezt a szenvedést (dukkha) az érzéki élvezet utáni vágy, illetve szomj, valamint a tudatlanság okozza.
3. Van egy állapot ezen a szenvedésen túl, amelyet nirvánának neveznek.
4. A nirvánát a "nyolc nemes ösvényen" haladva lehet elérni, amelyek: a helyes megértés; a jó gondolatok; a megfelelő beszéd; a megfelelő cselekvés; a helyes életmód; az erőfeszítés a helyes úton való haladás; a könyörületesség és a meditáció. Ez a nyolc ösvény az erkölcsös életvitel, a szellemi fegyelem és a bölcsesség tényezőjén keresztül valósulhat meg.

A Buddhizmus egyik alapvető tanítása a középút tana: a buddhizmus fejlődéstörténetében a madhjamaka (középút) iskola gondolat-rendszere a legfontosabb helyet foglalja el. Maga Buddha is kijelentette, hogy csakis a filozófiai középút szemlélete szüntetheti meg az emberi szenvedést.
A szenvedés megszűnése a megvilágosodás elérésével lehetséges, amely a valóságot úgy szemléli, ahogyan az van. Ez a létezés három jellemzőjébe (az állandótlanság, az éntelenség (anatta) és a szenvedés (dukkha)) való belátás. Magyarul egyaránt megvilágosodásnak szokták fordítani a pradzsnyá, a kensó, a szatori, a vidhjá, a nirvána, a vimutti (vagy móksa) fogalmát, illetve a Gautama Buddha által elért buddhaságot is. A buddhista filozófia nem beszél boldogságról hanem a szenvedés megszüntetéséről. A szenvedés oka a tévelygés, a létesülés és a sóvárgás.
Jelentős tanítás még a „lélek nélküli újjászületés tana” (lásd: anatta). Eszerint nem léteznek egyes lelkek elkülönülve egymástól, a dolgok és jelenségek csak más dolgok és jelenségek függvényében léteznek. Amint a dolgok és jelenségek létezését fenntartó okok elmúlnak, a dolgok és a jelenségek is velük múlnak. Ez a függő keletkezés elmélete.